# علم بيض الطيور

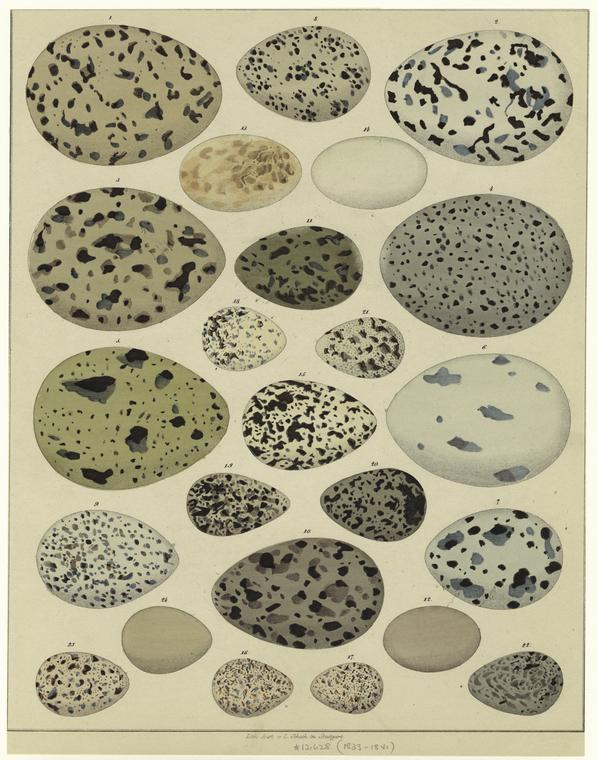
صورة تعود إلى القرن التاسع عشر تبين أنواع 23 بيضة من الطيور.

البَيْضِيَّات علم بيض الطيور أو علم البيض أو أوولوجيا (بالإنجليزية: Oology)‏، هو فرع من فروع علم الطيور يعني بدراسة بيض الطيور وأنواعها. الكلمة مُشتقة من اللغة اليونانية أويون (باليونانية: oion)‏ والتي تعني «بيض».